# 馬歇爾山脈
84°37′S 164°30′E / 84.617°S 164.500°E
馬歇爾山脈（英語：Marshall Mountains）是南極洲的山脈，位於沙克爾頓海岸，屬於亞歷山德拉皇后山脈的一部分，北面是貝里克冰川，南面是斯溫福德冰川，由英國探險隊發現，現時由南極條約體系管理。